# Moridin
Moridin is een van de vier 'nieuwe Verzakers' in de boekenserie Het Rad des Tijds, geschreven door Robert Jordan.
Er wordt aangenomen - hoewel nog niet geheel bevestigd - dat Moridin de wedergeboren Ishamael is, en ook de Nae'blis van de Duistere in de Derde Eeuw.
Omdat hij de Nae'blis is, mag hij net zoals de andere Verzakers de Ware Kracht, een duistere tegenhanger van de Ene Kracht (Saidin en Saidar) die direct van de Duistere komt, Geleiden. In tegenstelling tot de andere Verzakers gebruikt Moiridin de Ware Kracht ook voor kleine dingen die ook met de Ene Kracht gedaan kunnen worden gedaan. Dit heeft ervoor gezorgd dat Moiridin zwarte vlekken over zijn ogen heeft drijven, genaamd Saa. Deze ontstaan alleen door veelvuldig gebruik van de Ware Kracht.
Moridin betekent "dood" in de Oude Spraak, de man wordt omschreven als een lange man, in de twintig, met blauwe ogen en een diepe stem.
Moridin heeft twee Cour'souvra (gedachtenvangers) om zijn nek, de een houdt de wedergeboren Lanfir (Cyndane) vast, de ander beheerst Moghedien.
Hij is begonnen met het verzamelen van alle krachten van de Schaduw voor de dag van de wederkeer, voor de dag dat de Duistere uitbreekt en de wereld weer aan kan raken. Hij is dus een soort regent van de Schaduw. Dit is nog een bewijs meer dat Moridin de wedergeboren Ishamael is, aangezien deze in de vorm van Ba'alzamon precies hetzelfde deed tijdens onder andere de Trollok-oorlogen.